# Pustá Rudná
Pustá Rudná (do 194? Lauterzejf, německy Lauterseifen, polsky Pusta Rudna) je malá vesnice, část města Andělská Hora v okrese Bruntál. Nachází se asi 2 km na sever od Andělské Hory. Prochází zde silnice II/452. Pustá Rudná leží v katastrálním území Andělská Hora ve Slezsku o výměře 16,07 km2.

## Historie
První písemná zmínka o vesnici pochází z roku 1799.
Od 1. ledna 1971 do 23. listopadu 1990 byla vesnice součástí obce Světlá Hora.

## Vývoj počtu obyvatel
Počet obyvatel Pusté Rudné podle sčítání nebo jiných úředních záznamů:
| Rok            | 1869 | 1880 | 1890 | 1900 | 1910 | 1930 | 1970 | 1980 | 1991 | 2001 | 2011 | 2021 |
| -------------- | ---- | ---- | ---- | ---- | ---- | ---- | ---- | ---- | ---- | ---- | ---- | ---- |
| Počet obyvatel | 103  | 81   | 81   | 58   | 59   | 62   | 20   | 9    | 8    | 8    | 15   | 13   |
| Počet domů     | 13   | 12   | 14   | 13   | 14   | 15   | 6    | 4    | 3    | 13   | 14   | 12   |

V Pusté Rudné je evidováno 12 adres: 11 čísel popisných (trvalé objekty) a 1 číslo evidenční (dočasné či rekreační objekty). Při sčítání lidu roku 2001 zde bylo napočteno 13 domů, z toho 3 trvale obydlené.

## Pamětihodnosti
- Přírodní rezervace Pustá Rudná

## Galerie

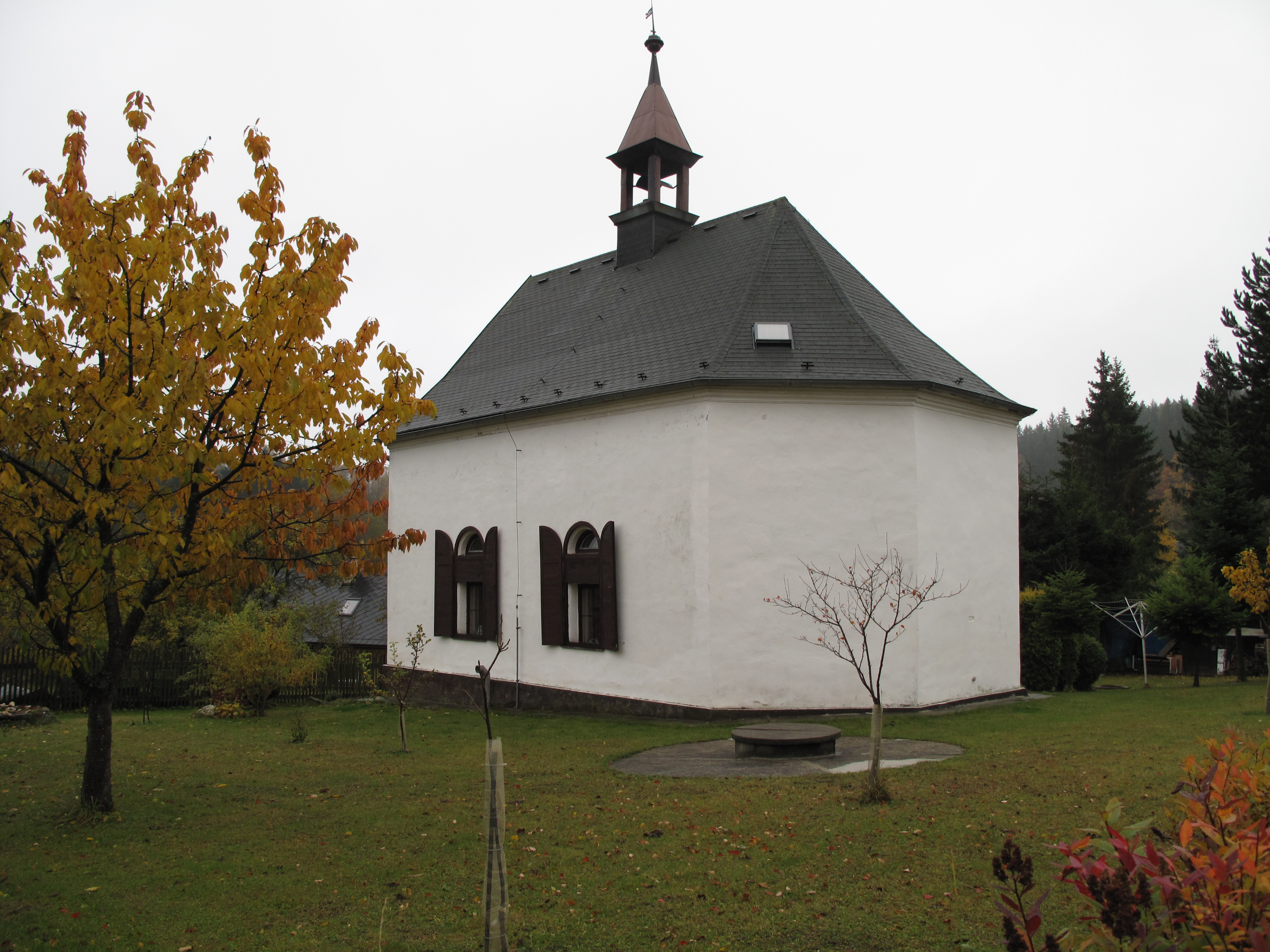
Místní kaple
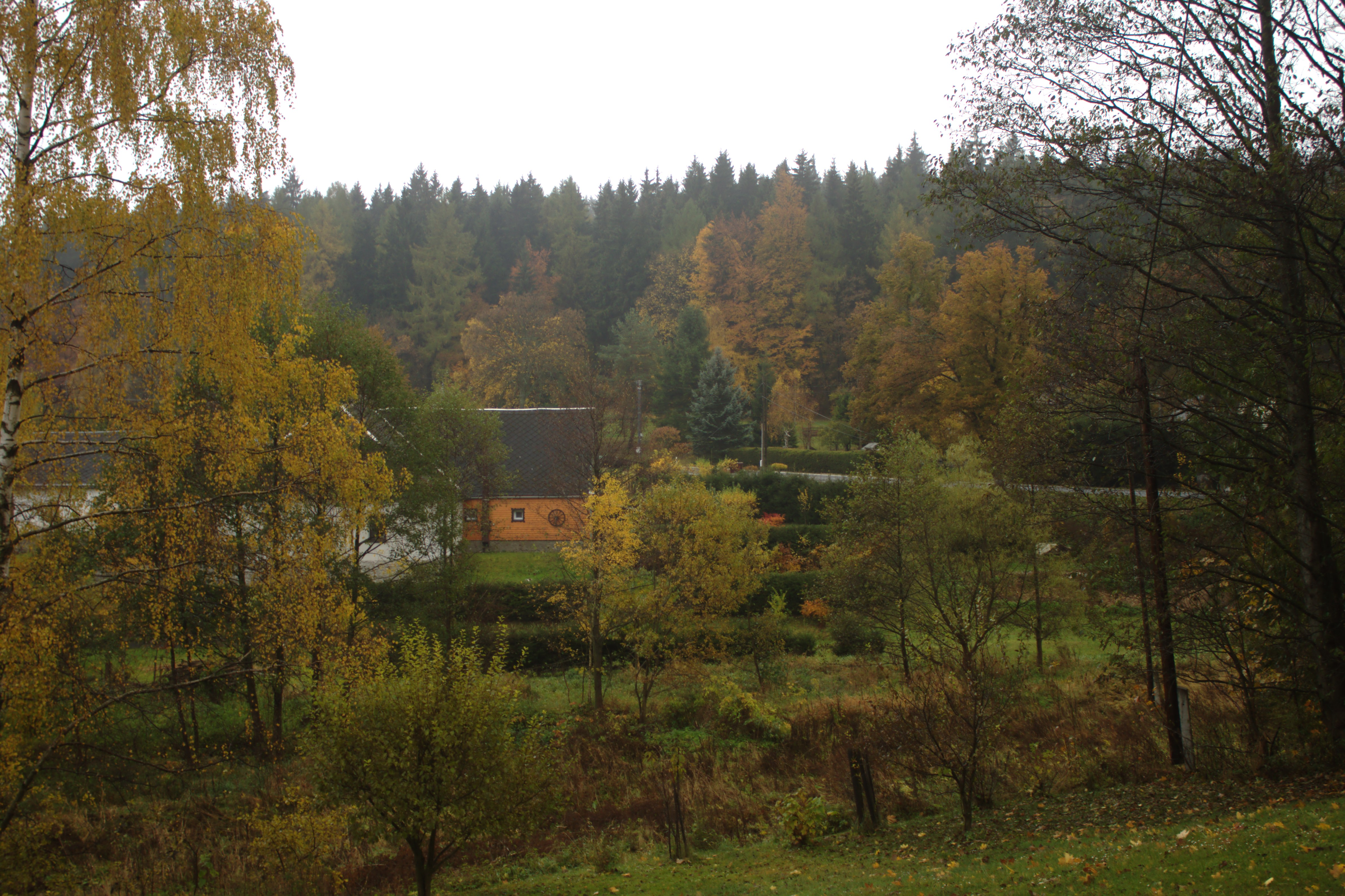
Domy
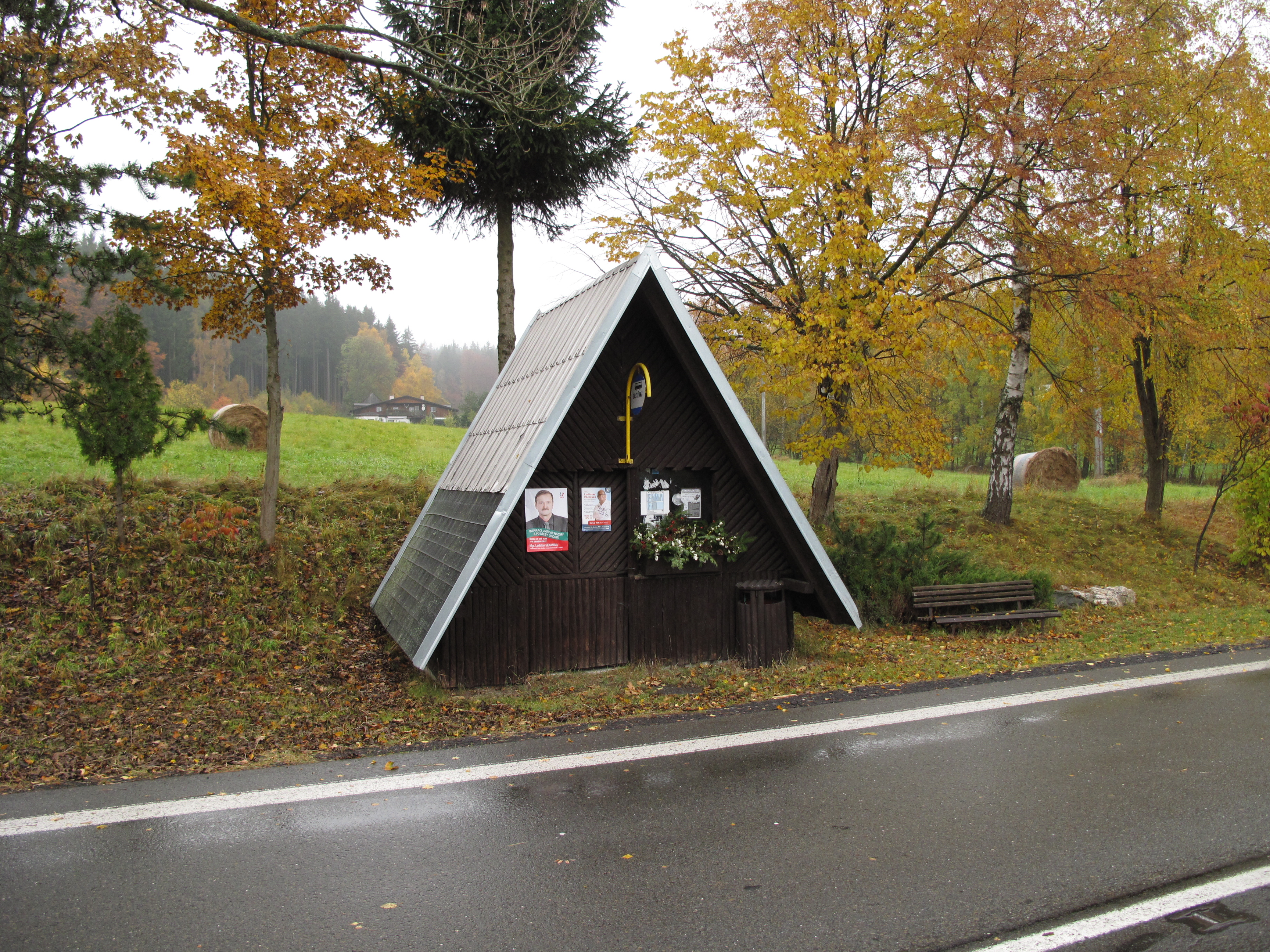
Autobusová zastávka